# Codici aeroportuali IATA - R

## R
- RAA Aeroporto civile, Rakanda, Papua Nuova Guinea
- RAB Aeroporto civile, Rabaul, Papua Nuova Guinea
- RAC Aeroporto Batten International, Racine (Wisconsin), Stati Uniti d'America
- RAE Aeroporto civile, Arar, Arabia Saudita
- RAF Aeroporto civile, Ras An Naqb/Ras El Nakab, Egitto
- RAG Aeroporto civile, Raglan, Nuova Zelanda
- RAH Aeroporto civile, Aeroporto di Rafha, Arabia Saudita
- RAI Aeroporto Francisco Mendez, Praia, Capo Verde
- RAJ Aeroporto civile, Rajkot, India
- RAK Aeroporto di Marrakech-Menara, Marrakech, Marocco
- RAL Aeroporto Riverside Municipal, Riverside (California), Stati Uniti d'America
- RAM Aeroporto civile, Ramingining, Australia
- RAN Aeroporto civile, Ravenna, Italia
- RAO Aeroporto civile, Ribeirão Preto, Brasile
- RAP Aeroporto Municipale di Rapid City, Rapid City (Dakota del Sud), Stati Uniti d'America
- RAQ Aeroporto civile, Raha Sugimanuru, Indonesia
- RAR Aeroporto Rarotonga International, Avarua, Isole Cook
- RAS Aeroporto civile, Rasht, Iran
- RAT Aeroporto civile, Radužnyj, Russia
- RAU Aeroporto civile, Rangpur, Bangladesh
- RAV Aeroporto civile, Cravo Norte, Colombia
- RAW Aeroporto civile, Arawa, Papua Nuova Guinea
- RAX Aeroporto civile, Oram, Papua Nuova Guinea
- RAY Aeroporto civile, Rothesay Hlpt, Regno Unito
- RAZ Aeroporto di Rawala Kot, Rawala Kot, Pakistan
- RBA Aeroporto Sale, Rabat, Marocco
- RBB Aeroporto civile, Borba, Brasile
- RBC Aeroporto civile, Robinvale, Australia
- RBD Aeroporto Redbird, Dallas, Stati Uniti d'America
- RBE Aeroporto civile, Ratanankiri, Cambogia
- RBF Aeroporto civile, Big Bear City, Stati Uniti d'America
- RBG Aeroporto Roseburg Regional, Roseburg (Oregon), Stati Uniti d'America
- RBH Aeroporto civile, Brooks Lodge (Alaska), Stati Uniti d'America
- RBI Aeroporto civile, Rabi, Figi
- RBJ Aeroporto civile, Rebun Island, Giappone
- RBL Aeroporto Municipal, Red Bluff (California), Stati Uniti d'America
- RBM Aeroporto Wallmühle, Straubing, Germania
- RBN Aeroporto civile, Fort Jefferson (Florida), Stati Uniti d'America
- RBO Aeroporto civile, Roboré, Bolivia
- RBP Aeroporto civile, Rabaraba, Papua Nuova Guinea
- RBQ Aeroporto civile, Rurrenabaque, Bolivia
- RBR Aeroporto Presidente Medici, Rio Branco, Brasile
- RBS Aeroporto civile, Orbost, Australia
- RBT Aeroporto civile, Marsabit, Kenya
- RBU Aeroporto civile, Roebourne, Australia
- RBV Aeroporto civile, Ramata, Isole Salomone
- RBW Aeroporto civile, Walterboro, Stati Uniti d'America
- RBY Aeroporto civile, Ruby (Alaska), Stati Uniti d'America
- RCA Aeroporto Ellsworth Air Force Base, Rapid City/Ellsworth (Dakota del Sud), Stati Uniti d'America
- RCB Aeroporto civile, Richards Bay, Sudafrica
- RCE Aeroporto civile, Roche Harbor (Washington), Stati Uniti d'America
- RCH Aeroporto Almirante Padilla, Riohacha, Colombia
- RCK Aeroporto civile, Rockdale Coffield, Stati Uniti d'America
- RCL Aeroporto civile, Redcliffe, Vanuatu
- RCM Aeroporto Air Base, Richmond (Queensland), Australia
- RCN Aeroporto civile, American River, Australia
- RCO Aeroporto Saint Agnant, Rochefort, Francia
- RCQ Aeroporto civile, Reconquista, Argentina
- RCS Aeroporto civile, Rochester, Regno Unito
- RCT Aeroporto civile, Reed City, Stati Uniti d'America
- RCU Aeroporto Area de Material, Rio Cuarto, Argentina
- RCY Aeroporto civile, Rum Cay, Bahamas
- RDA Aeroporto civile, Rockhampton Downs, Australia
- RDB Aeroporto civile, Red Dog Mine, Stati Uniti d'America
- RDC Aeroporto civile, Redenção (Pará), Brasile
- RDD Aeroporto civile, Redding (California), Stati Uniti d'America
- RDE Aeroporto civile, Merdey, Indonesia
- RDG Aeroporto civile, Reading (Pennsylvania), Stati Uniti d'America
- RDM Aeroporto Roberts Field, Redmond/Bend, Stati Uniti d'America
- RDS Aeroporto civile, Rincón de Los Sauces, Argentina
- RDT Aeroporto civile, Richard Toll, Senegal
- RDU Aeroporto Durham International, Raleigh/Durham (Carolina del Nord), Stati Uniti d'America
- RDV Aeroporto civile, Red Devil (Alaska), Stati Uniti d'America
- RDZ Aeroporto Marcillac, Rodez, Francia
- REA Aeroporto civile, Reao, Polinesia Francese
- REC Aeroporto Guararapes, Recife, Brasile
- RED Aeroporto civile, Reedsville (Pennsylvania), Stati Uniti d'America
- REE Aeroporto Reese Air Force Base, Lubbock/Reese (Texas), Stati Uniti d'America
- REG Aeroporto dello Stretto/Aeroporto Tito Minniti, Reggio Calabria, Italia
- REH Aeroporto civile, Rehoboth Beach, Stati Uniti d'America
- REI Aeroporto civile, Régina, Guyana francese
- REK Aeroporto civile, Reykjavík, Islanda
- REL Aeroporto civile, Trelew, Argentina
- REN Aeroporto Central, Orenburg, Russia
- REO Aeroporto civile, Rome (Oregon), Stati Uniti d'America
- REP Aeroporto Internazionale di Siem Reap-Angkor, Cambogia
- RES Aeroporto civile, Resistencia, Argentina
- RET Aeroporto civile, Røst, Norvegia
- REU Aeroporto civile, Reus, Spagna
- REW Aeroporto civile, Rewa, India
- REX Aeroporto General Lucio Blanco, Reynosa, Messico
- REY Aeroporto civile, Reyes, Bolivia
- RFA Aeroporto civile, Rafaï, Repubblica Centrafricana
- RFD Aeroporto Greater Rockford, Rockford (Illinois), Stati Uniti d'America
- RFK Aeroporto civile, Anguilla/Rolling Fork, Stati Uniti d'America
- RFN Aeroporto civile, Raufarhofn, Islanda
- RFP Aeroporto civile, Raiatea, Polinesia Francese
- RFR Aeroporto civile, Rio Frio O Progreso, Costa Rica
- RFS Aeroporto civile, Rosita, Nicaragua
- RGA Aeroporto civile, Rio Grande, Argentina
- RGE Aeroporto civile, Porgera, Papua Nuova Guinea
- RGH Aeroporto civile, Balurghat, India
- RGI Aeroporto civile, Rangiroa, Polinesia Francese
- RGL Aeroporto civile, Río Gallegos, Argentina
- RGN Aeroporto Mingaladon International, Yangon (Rangoon), Birmania
- RGR Aeroporto civile, Ranger, Stati Uniti d'America
- RGT Aeroporto Japura, Rengat, Indonesia
- RHA Aeroporto civile, Reykhólar, Islanda
- RHD Aeroporto Las Termas, Río Hondo, Argentina
- RHE Aeroporto Champagne, Reims, Francia
- RHG Aeroporto civile, Ruhengeri, Ruanda
- RHI Aeroporto civile, Rhinelander (Wisconsin), Stati Uniti d'America
- RHL Aeroporto civile, Roy Hill, Australia
- RHO Aeroporto Diagoras Paradisi, Rodi, Grecia
- RHP Aeroporto civile, Ramechap, Nepal
- RHV Reid-Hillview Airport, San Jose, Stati Uniti d'America
- RIA ? Aeroporto Internazionale Rickenbacker, Columbus (Ohio), Stati Uniti d'America
- RIA Aeroporto civile, Santa Maria (Rio Grande do Sul), Brasile
- RIB Aeroporto civile, Riberalta, Bolivia
- RIC Aeroporto Internazionale di Richmond, Richmond (Virginia), Stati Uniti d'America
- RID Aeroporto civile, Richmond (Indiana), Stati Uniti d'America
- RIE Aeroporto Municipal, Rice Lake (Wisconsin), Stati Uniti d'America
- RIF Aeroporto civile, Richfield, Stati Uniti d'America
- RIG Aeroporto civile, Rio Grande, Brasile
- RIJ Aeroporto civile, Rioja, Perù
- RIK Aeroporto civile, Carrillo, Costa Rica
- RIL Aeroporto Garfield County Regional, Rifle (Colorado), Stati Uniti d'America
- RIM Aeroporto civile, Rodriguez de Mendoza, Perù
- RIN Aeroporto civile, Ringi Cove, Isole Salomone
- RIO Aeroporto civile, Rio de Janeiro, Brasile
- RIR Aeroporto civile Fla-Bob, Riverside, Stati Uniti d'America
- RIS Aeroporto civile, Rishiri Island, Giappone
- RIT Aeroporto civile, Rio Tigre, Panama
- RIV Aeroporto March Air Force Base, Riverside/March (California), Stati Uniti d'America
- RIW Aeroporto civile, Riverton (Wyoming), Stati Uniti d'America
- RIX Aeroporto Internazionale di Riga, Riga, Lettonia
- RIY Aeroporto civile, Riyan Mukalla, Yemen
- RIZ Aeroporto civile, Rio Alzucar, Panama
- RJA Aeroporto civile, Rajahmundry, India
- RJB Aeroporto civile, Rajbiraj, Nepal
- RJH Aeroporto civile, Rajshahi, Bangladesh
- RJI Aeroporto civile, Rajouri, India
- RJK Aeroporto Omisalj, Fiume, Croazia
- RKC Aeroporto civile, Yreka, Stati Uniti d'America
- RKD Aeroporto civile, Rockland (Maine), Stati Uniti d'America
- RKE Aeroporto Roskilde, Copenaghen, Danimarca
- RKH Aeroporto civile, Rock Hill (Carolina del Sud), Stati Uniti d'America
- RKI Aeroporto civile, Rokot, Indonesia
- RKO Aeroporto civile, Sipora Rokot, Indonesia
- RKP Aeroporto Aransas County, Rockport (Texas), Stati Uniti d'America
- RKR Aeroporto civile R.S. Kerr, Poteau, Stati Uniti d'America
- RKS Aeroporto civile, Rock Springs (Wyoming), Stati Uniti d'America
- RKT Aeroporto Internazionale Ras al-Khaima, Ras al-Khaima, Emirati Arabi Uniti[1]
- RKU Aeroporto civile, Yule Island, Papua Nuova Guinea
- RKV Aeroporto civile, Reykjavík, Islanda
- RKW Aeroporto civile, Rockwood (Tennessee), Stati Uniti d'America
- RKY Aeroporto civile, Rokeby, Australia
- RLA Aeroporto civile, Rolla, Stati Uniti d'America
- RLD Aeroporto civile, Richland (Washington), Stati Uniti d'America
- RLG Aeroporto di Rostock-Laage, Rostock, Germania
- RLI Aeroporto civile Reilly, Anniston, Stati Uniti d'America
- RLP Aeroporto civile, Rosella Plains, Australia
- RLT Aeroporto civile, Arlit, Niger
- RLU Aeroporto civile, Bornite, Stati Uniti d'America
- RMA Aeroporto civile, Roma (Australia), Australia
- RMB Aeroporto civile, Al-Buraymi, Oman
- RMC Aeroporto civile, Rockford Machesney, Stati Uniti d'America
- RMD Aeroporto civile, Ramagundam, India
- RMF Aeroporto Internazionale di Marsa Alam, Marsa Alam, Egitto
- RMG Aeroporto R. B. Russell, Rome (Georgia), Stati Uniti d'America
- RMI Aeroporto di Rimini-Miramare, Rimini, Italia
- RMK Aeroporto civile, Renmark (South Australia), Australia
- RML Aeroporto Ratmalana, Colombo, Sri Lanka
- RMN Aeroporto civile, Rumginae, Papua Nuova Guinea
- RMP Aeroporto Automatic Weather Reporting System, Rampart River (Alaska), Stati Uniti d'America
- RMS Aeroporto USAF Air Base, Ramstein, Germania
- RNA Aeroporto di Ulawa, Arona, Isole Salomone
- RNB Aeroporto Kallinge, Ronneby, Svezia
- RND Aeroporto Randolph Air Force Base, Universal City/San Antonio/Randolph (Texas), Stati Uniti d'America
- RNE Aeroporto Renaison, Roanne, Francia
- RNG Aeroporto civile, Rangely, Stati Uniti d'America
- RNH Aeroporto civile, New Richmond (Wisconsin), Stati Uniti d'America
- RNI Aeroporto civile, Corn Island, Nicaragua
- RNJ Aeroporto civile, Yoron Jima, Giappone
- RNL Aeroporto civile, Rennell, Isole Salomone
- RNN Aeroporto di Bornholm, Rønne, isola di Bornholm, Danimarca
- RNO Aeroporto Internazionale di Reno-Tahoe, Nevada, Stati Uniti d'America
- RNP Aeroporto civile, Rongelap, Stati Uniti d'America
- RNR Aeroporto civile, Robinson River, Papua Nuova Guinea
- RNS Aeroporto Saint Jacques, Rennes, Francia
- RNT Aeroporto Municipal, Renton (Washington), Stati Uniti d'America
- RNU Aeroporto civile, Ranau, Malaysia
- RNZ Aeroporto civile, Rensselaer (Indiana), Stati Uniti d'America
- ROA Aeroporto civile, Roanoke (Virginia), Stati Uniti d'America
- ROB Aeroporto Roberts Field International, Monrovia, Liberia
- ROC Aeroporto Monroe County - Greater Rochester International, Rochester (New York), Stati Uniti d'America
- ROD Aeroporto civile, Robertson, Sudafrica
- ROG Aeroporto Automatic Weather Observing/Reporting System, Rogers (Arkansas), Stati Uniti d'America
- ROH Aeroporto civile, Robinhood, Australia
- ROK Aeroporto civile, Rockhampton (Queensland), Australia
- ROL Aeroporto civile, Roosevelt, Stati Uniti d'America
- ROM Qualunque aeroporto di Roma, Italia
- RON Aeroporto civile, Rondon, Colombia
- ROO Aeroporto civile, Rondonópolis, Brasile
- ROP Aeroporto Rota Island International, Rota, Isole Marianne
- ROR Aeroporto Airai, Koror/Babeldaob, Palau
- ROS Aeroporto civile, Rosario, Argentina
- ROT Aeroporto Lakefront, Rotorua, Nuova Zelanda
- ROU Aeroporto civile, Ruse, Bulgaria
- ROV Aeroporto civile, Rostov sul Don, Russia
- ROW Aeroporto Roswell Industrial Air Center, Roswell (Nuovo Messico), Stati Uniti d'America
- ROY Aeroporto civile, Río Mayo, Argentina
- RPA Aeroporto civile, Rolpa, Nepal
- RPB Aeroporto civile, Roper Bar, Australia
- RPM Aeroporto civile, Ngukurr (Northern Territory), Australia
- RPN Aeroporto Mahanaim Ben Yaakov, Rosh Pina, Israele
- RPR Aeroporto civile, Raipur, India
- RPV Aeroporto civile, Roper Valley, Australia
- RPX Aeroporto civile, Roundup, Stati Uniti d'America
- RRE Aeroporto civile, Marree, Australia
- RRG Aeroporto Plaine Corail, Rodrigues Island, Mauritius
- RRI Aeroporto civile, Barora, Isole Salomone
- RRK Aeroporto civile, Raurkela, India
- RRN Aeroporto civile, Serra Norte, Brasile
- RRO Aeroporto civile, Sorrento, Italia
- RRS Aeroporto civile, Røros, Norvegia
- RRV Aeroporto civile, Robinson River, Australia
- RSA Aeroporto civile, Santa Rosa, Argentina
- RSB Aeroporto civile, Roseberth, Australia
- RSD Aeroporto civile, Rock Sound, Bahamas
- RSD Aeroporto civile, Rock Sound - South Eleuthera, Bahamas
- RSE Aeroporto civile, Sydney Rose Bay, Australia
- RSG Aeroporto civile, Serra Pelada, Brasile
- RSH Aeroporto civile, Russian Mission, [[Stati Uniti d'America
- RSI Aeroporto civile, Rio Sidra, Panama
- RSJ Aeroporto civile, Rosario (Washington), Stati Uniti d'America]]
- RSK Aeroporto civile, Ransiki, Indonesia
- RSL Aeroporto Municipal, Russell (Kansas), Stati Uniti d'America
- RSN Aeroporto civile, Ruston (Louisiana), Stati Uniti d'America
- RSP Aeroporto civile, Raspberry Strait, Stati Uniti d'America
- RSS Aeroporto civile, Roseires, Sudan
- RST Aeroporto Internazionale di Rochester, Rochester (Minnesota), Stati Uniti d'America
- RSU Aeroporto civile, Yosu/Yeosu, Corea del Sud
- RSW Aeroporto Internazionale di Southwest Florida, Fort Myers (Florida), Stati Uniti d'America
- RSX Aeroporto civile, Rouses Point, Stati Uniti d'America
- RTA Aeroporto civile, Rotuma Island, Figi
- RTB Aeroporto civile, Roatán, Honduras
- RTC Aeroporto civile, Ratnagiri, India
- RTD Aeroporto civile, Rotunda, Stati Uniti d'America
- RTE Aeroporto civile, Marguerite Bay, Stati Uniti d'America
- RTG Aeroporto civile, Ruteng, Indonesia
- RTI Aeroporto civile, Roti, Indonesia
- RTL Aeroporto civile, Spirit Lake, Stati Uniti d'America
- RTM Aeroporto Zestienhoven, Rotterdam, Paesi Bassi
- RTN Aeroporto Raton Municipal/Crews Field, Raton (Nuovo Messico), Stati Uniti d'America
- RTP Aeroporto civile, Rutland Plains, Australia
- RTS Aeroporto civile, Rottnest Island, Australia
- RTW Aeroporto civile, Saratov, Russia
- RTY Aeroporto civile, Merty, Australia
- RUA Aeroporto civile, Arua, Uganda
- RUH King Khalid International Airport, Riyad, Arabia Saudita
- RUI Aeroporto civile, Ruidoso, Stati Uniti d'America
- RUK Aeroporto civile, Rukumkot, Nepal
- RUM Aeroporto civile, Rumjartar, Nepal
- RUN Aeroporto Gillot, Saint-Denis (Riunione), Riunione
- RUP Aeroporto civile, Rupsi, India
- RUR Aeroporto civile, Rurutu, Polinesia Francese
- RUS Aeroporto civile, Marau Island, Isole Salomone
- RUT Aeroporto civile, Rutland (Vermont), Stati Uniti d'America
- RUU Aeroporto civile, Ruti, Papua Nuova Guinea
- RUV Aeroporto civile, Rubelsanto, Guatemala
- RUY Aeroporto civile, Copán, Honduras
- RVA Aeroporto civile, Farafangana, Madagascar
- RVC Aeroporto civile, Cesstos, Liberia
- RVD Aeroporto civile Gal.castro, Rio Verde, Brasile
- RVE Aeroporto El Eden, Saravena, Colombia
- RVK Aeroporto Ryum, Roervik, Norvegia
- RVN Aeroporto civile, Rovaniemi, Finlandia
- RVO Aeroporto civile, Reivilo, Sudafrica
- RVR Aeroporto civile, Green River, Stati Uniti d'America
- RVS Aeroporto Jones Jr, Tulsa, Stati Uniti d'America
- RVY Aeropuerto Departamental de Rivera, Rivera, Uruguay
- RWB Aeroporto civile, Rowan Bay (Alaska), Stati Uniti d'America
- RWF Aeroporto Redwood Falls Municipal, Redwood Falls (Minnesota), Stati Uniti d'America
- RWI Aeroporto civile, Rocky Mount (Carolina del Nord), Stati Uniti d'America
- RWL Aeroporto Municipal, Rawlins (Wyoming), Stati Uniti d'America
- RWN Aeroporto civile, Rivne, Ucraina
- RWP Aeroporto civile, Rawalpindi, Pakistan
- RXA Aeroporto civile, Raudha, Yemen
- RXS Aeroporto Capiz, Roxas, Filippine
- RYB Aeroporto di Rybinsk, Rybinsk, Russia
- RYK Aeroporto civile, Rahim Yar Khan, Pakistan
- RYN Aeroporto Medis, Royan, Francia
- RYO Aeroporto civile, Río Turbio, Argentina
- RZA Aeroporto civile, Santa Cruz, Argentina
- RZE Aeroporto Jasionka, Rzeszów, Polonia
- RZN Aeroporto civile, Rjazan', Russia
- RZR Aeroporto civile, Ramsar, Iran
- RZZ Aeroporto Halifax County, Roanoke Rapids, Stati Uniti d'America